# Flaga województwa śląskiego
Flaga województwa śląskiego – symbol województwa śląskiego. Flagę województwa śląskiego stanowi bławat zachowujący proporcje 5:8, składający się z trzech poziomych pasów: od góry – pas błękitny stanowiący 2/5 szerokości, w środku pas żółty 1/5 szerokości i od dołu pas błękitny o szerokości 2/5 szerokości bławatu.
Ustanowiono także flagę urzędową będącą uroczystą odmianą flagi wojewódzkiej, którą stanowi błękitny bławat zachowujący proporcje 5:8, na środku umieszczone godło zwrócone jest w stronę drzewca. Flaga urzędowa jest dwustronna.
Barwy flagi pochodzą od barw z herbu woj. śląskiego, które zostały określone w systemie Pantone:
- Pantone 116 – żółty
- Pantone 2728 – niebieski

Ponadto zostały ustanowione pionowa wersja flagi wojewódzkiej i pionowa wersja flagi urzędowej.
Flaga została ustanowiona przez Sejmik Województwa Śląskiego w 2001 roku. Autorką flagi jest Barbara Widłak.
15 lipca z inicjatywy Marka Plury jest obchodzony w województwie Dzień Śląskiej Flagi (śl. Dziyń Ślōnskij Fany).